# Casper Tresing
Casper Tresing var en stenhuggare verksam i Sverige på 1560-talet
Tresing tas upp i hovräkenskaperna 1561 för stenhuggare verksamma vid Uppsala gård. Han har troligen inkallats till Sverige för att arbeta med uppsättningen av de båda av Utrecht huggna sarkofagerna till Katarina och Margareta. Han var tillsammans med Gisebertus van Utrecht och Tijle von Schowenberg verksam vid Uppsala domkyrka 1651–1652.